# 서울 지장암 목조비로자나불좌상
서울 지장암 목조비로자나불좌상(서울 地藏庵 木造毘盧遮那佛坐像)은 서울특별시 용산구, 국립중앙박물관에 있는 조선시대의 불상이다. 2009년 10월 20일 대한민국의 보물 제1621호로 지정되었다.

## 개요
이 불상은 현재 종로구 창신동 지장암 대웅전의 삼신불상(三身佛像)중 중앙에 있는 목조비로자나불좌상으로 1924년 강재희(姜在喜) 거사가 지장암을 중창하면서 이곳에 모셨다고 전한다. 앉은 높이가 117.5cm달하는 중형의 목조불상으로 보존상태는 양호하다.
이 상에서는 푸른 명주바탕에 붉은 글씨로 쓴 조성발원문(造成發願文)이 발견되었다. 그 발원문에서 이 불상의 원 봉안처는 조선시대 왕실의 부녀자들이 출가 수행하던 자인수양사(慈仁壽兩寺)이며, 광해군의 정비인 장열왕비(章烈王妃, 문성군부인 유씨/1576~1623)가 광해군과 세자, 세자빈, 본인 및 작고한 친정부모, 작고한 대군과 공주의 천도를 위해 모두 11존의 불상과 불화를 동시에 조성하였다고 밝히고 있다. 이 상은 11존상 중 하나이며, 현재까지 밝혀진 유일한 예에 속한다.
이 불상은 당대 최고의 고승 벽암 각성(碧巖 覺性)의 감수 아래 현진(玄眞), 응원(應元), 수연(守衍), 옥명(玉明), 법령(法玲), 명은(明訔), 청허(淸虛), 성인(性仁), 보희(普熙), 인균(印均), 경현(敬玄), 지수(志修), 태감(太鑑) 등 13명의 조상화원(造像畵員)과 성옥(性玉), 승일(勝一), 밀연(密衍), 의인(義仁) 등 4명의 치장(治匠)이 참여하였다. 이들은 17세기 각기 하나의 유파를 형성하며 시대를 풍미했던 조각승들로 당시 자인수양사 불사(佛事)의 중요성을 짐작할 수 있다.
이 지장암 비로자나불상은 당당한 불신표현에 얼굴의 표정은 순박하면서도 위엄이 있다. 몸체는 등에서 약간 앞으로 굽었고 법의의 옷 주름 표현이 부드러우며 볼륨감이 있고 자연스러우며 생동감이 넘친다. 이러한 얼굴표현은 현진과 수연이 으뜸 조각승〔首畵員〕으로 참여한 불상들과 비교되며, 신체와 옷 주름의 표현은 응원과 인균이 만든 유파의 불상들과 양식적으로 상통한다. 비로자나불의 지권인 (智拳印) 수인(手印)은 오른손으로 주먹쥔 왼손을 덮은 모습인데, 이러한 수인은 전대에는 찾아 볼 수 없고 17세기 이후에 새롭게 대두된 것으로 현진(玄眞)이 제작한 1624년 법주사 대웅전 소조비로자나불상이 있고, 현진의 작풍을 계승한 청헌(淸憲)이 조성한 구례 화엄사 대웅전 목조비로자나불상도 이러한 지권인을 취하고 있어 현진파의 조상작품과 관련성이 있다.
이 불상은 광해군의 정비인 장열왕비가 직접 발원하여 조성한 왕실발원 불사라는 역사적인 가치와 17세기 전국에 걸쳐 활약한 대표적인 조각승들이 참여하여 공동작업으로 이룩한 작품이라는 점에서 큰 의의가 있다.

## 참고 자료
- 서울 지장암 목조비로자나불좌상 - 국가유산청 국가유산포털